# Marcel Raymond
Marcel Raymond (Ginevra, 20 dicembre 1897 – Ginevra, 28 novembre 1981) è stato un critico letterario svizzero, specialista di letteratura francese, appartenente alla cosiddetta Scuola di Ginevra di critica letteraria.

## Biografia
Marcel Raymond, dopo la laurea in lettere nella città natale, andò a specializzarsi alla Sorbonne di Parigi, dove fu allievo di Henri Chamard e Abel Lefranc.
La tesi di dottorato (1927) fu sull'influenza di Pierre de Ronsard sulla letteratura francese del XVI secolo e appena pubblicata ne fu subito riconosciuto il valore tra gli studiosi (in nuova edizione venne stampata nel 1965).
Un altro suo studio di grande influenza fu De Baudelaire au surréalisme (1933), sulla poesia francese a cavallo tra XIX e XX secolo. La sua analisi poneva come postulato che la poesia sia un atto di impegno sociale per la produzione di un vero e proprio organismo risvegliato e reso vivo nel lettore al momento della lettura.
Dopo aver insegnato all'Università di Lipsia e all'Università di Basilea nel 1936 prese la cattedra che era appartenuta ad Albert Thibaudet nell'Università di Ginevra, dove continuò a insegnare fino al pensionamento (1962).
A Ginevra divenne un esponente di spicco della critica letteraria, formando con gli amici Georges Poulet e Albert Béguin, poi anche con Jean Starobinski e Jean Rousset, una scuola di pensiero e una corrente di interesse verso la letteratura che ha prodotto diversi allievi.
Durante la seconda guerra mondiale, perse suo padre e diversi amici (tra cui Benjamin Crémieux morto nel campo di concentramento di Buchenwald) e si diede ancora più da fare, preparando saggi, antologie ed edizioni critiche su autori come Montesquieu, Théodore Agrippa d'Aubigné, Victor Hugo e Paul Valéry.
Dopo la guerra continuò a lavorare su Pierre Bayle, Pierre de Ronsard, Arthur Rimbaud, Paul Verlaine, Étienne Pivert de Senancour, Charles Baudelaire ecc. ma soprattutto su Jean-Jacques Rousseau, filosofo ginevrino su cui si svolse una specie di rinascimento, con nuove edizioni critiche, studi e mostre.
Fu eletto socio dell'Académie royale de langue et de littérature françaises del Belgio il 2 giugno 1952.
Un'altra edizione critica che preparò fu quella su Marsilio Ficino per la collana "Les Belles Lettres" (3 voll., 1964-70).
Nel 1955 scrisse Baroque et renaissance poétique, che in qualche modo completava la sua esplorazione della poesia francese aggiungendo i secoli XVI e XVII.
Nel 1963, dopo che lui aveva da poco smesso di insegnare, morì sua moglie. Raymond continuò a lavorare, scrivendo anche poesie Poèmes pour l'Absente (dedicate alla moglie), memorie (Le Sel et la cendre e Souvenirs d'un enfant sage), diari (Le Trouble et la présence ed Écrit au crépuscule), riflessioni (Par-delà les eaux sombres), saggi di critica letteraria (Vérité et poésie ed Être et dire) e studi su Sénancour, Fénelon e Jacques Rivière, oltre a presentare opere di Jean Wahl, André Masson, Albert Béguin, Jean de Sponde e Alice Rivaz.

## Opere
- L'influence de Ronsard sur la poésie française (1550-1585), 1928, 1965
- De Baudelaire au Surréalisme: essai sur le mouvement poetique contemporain, 1933, 1940
  - trad. it. di Carlo Muscetta, Da Baudelaire al surrealismo, prefazione di Giovanni Macchia, Torino: Einaudi, 1947
- Génies de France, 1942 (antologia)
- Fénelon, 1943, 1967 (antologia)
- Victor Hugo, 1945 (antologia)
- Paul Valéry et la tentation de l'esprit, 1945, 1964
- Pierre Bayle, 1948 (antologia)
- Le Sens de la qualité, 1948
- Anthologie de la nouvelle française, 1952 (antologia)
- Baroque et renaissance poétique. Préalable à l'examen du baroque littéraire français, quelques aspects de la poésie de Ronsard, esquisse d'un Malherbe, 1955
- Jean-Jacques Rousseau: la quête de soi et la rêverie, 1962
- Correspondance de Charles Baudelaire, 1964 (antologia)
- Vérité et poésie: études littéraires, 1964
- Sénancour: sensations et révélations, 1965
- Poèmes pour l'Absente, 1968 (poesie)
- La poésie française et le maniérisme, 1546-1610, 1968 (con A. J. Steele, antologia)
- Être et dire: études, 1970
- Le Sel et la Cendre: récit, 1970 (racconto autobiografico)
- Mémorial, 1971
- Études sur Jacques Riviere, 1972
- Par-delà les eaux sombres, 1975
- Lettres 1920-1957 (con Albert Béguin, a cura di Gilbert Guisan), 1976
- Souvenirs d'un enfant sage, 1976 (autobiografico)
- Le Trouble et la présence: pages de journal 1950-1957, 1977 (diari)
- Correspondance 1950–1977, (con Georges Poulet, a cura di Pierre Grotzer), 1977
- Romantisme et rêverie, 1978
- Écrit au crépuscule, 1980